# Kenny Roberts Jr.
Kenneth Leroy Roberts Jr., més conegut com a Kenny Roberts Jr.   (Mountain View, 25 de juliol de 1973), és un antic pilot de motociclisme nord-americà que va ser Campió del Món de 500cc l'any 2000. Al llarg de la seva carrera va guanyar vuit Grans Premis a la categoria màxima (aleshores, 500cc). Fill del tres vegades Campió del Món de 500cc Kenny Roberts, tots dos formen l'única parella de pare i fill a haver guanyat mai el campionat del món de 500cc. L'any 2017 va ser incorporat al Saló de la Fama de MotoGP.

## Carrera esportiva

### Primers anys
Roberts va debutar a la classe de 250cc el 1990 al circuit de Willow Springs (Califòrnia) i aquell any mateix va guanyar cinc curses. El 1993 va debutar al mundial en participar en la cursa de 250cc del Gran Premi dels Estats Units, al Laguna Seca Raceway. Els anys 1994 i 1995 va competir al mundial de 250cc com a membre de l'equip Marlboro-Yamaha.

### Al Team Roberts
Roberts va passar a disputar el mundial de 500cc amb Yamaha el 1996. Va acabar la seva temporada de debut en la categoria en la tretzena posició general i Yamaha va decidir no renovar-li el contracte. El 1997, doncs, va entrar a l'equip del seu pare (el "Team Roberts") i s'hi va passar dos anys ajudant a desenvolupar la seva motocicleta de dos temps Modenas. Va acabar aquelles dues temporades en setzena i tretzena posició final respectivament.

### L'etapa a Suzuki
El 1999 va fitxar per Suzuki. La seva primera cursa amb la marca, el Gran Premi de Malàisia, es va saldar amb una victòria sorpresa davant del campió vigent, Mick Doohan. Va guanyar també la segona cursa, el Gran Premi del Japó, on va tornar a derrotar a Doohan. Aquesta ratxa de victòries el va situar en una posició avantatjosa per a disputar-li el títol a Doohan, però, casualment, l'australià es va lesionar en un accident a la tercera cursa (el Gran Premi d'Espanya) i es va haver de perdre la resta de la temporada. Amb Doohan fora de joc, el principal obstacle per a Roberts va passar a ser el company de Doohan a Honda, Àlex Crivillé. Roberts no va poder repetir els èxits inicials durant la resta de la temporada, només va aconseguir dues victòries i quatre podis més, de manera que el català li va prendre el lideratge del campionat i va acabar guanyant el títol. Roberts s'hagué de conformar amb el subcampionat.

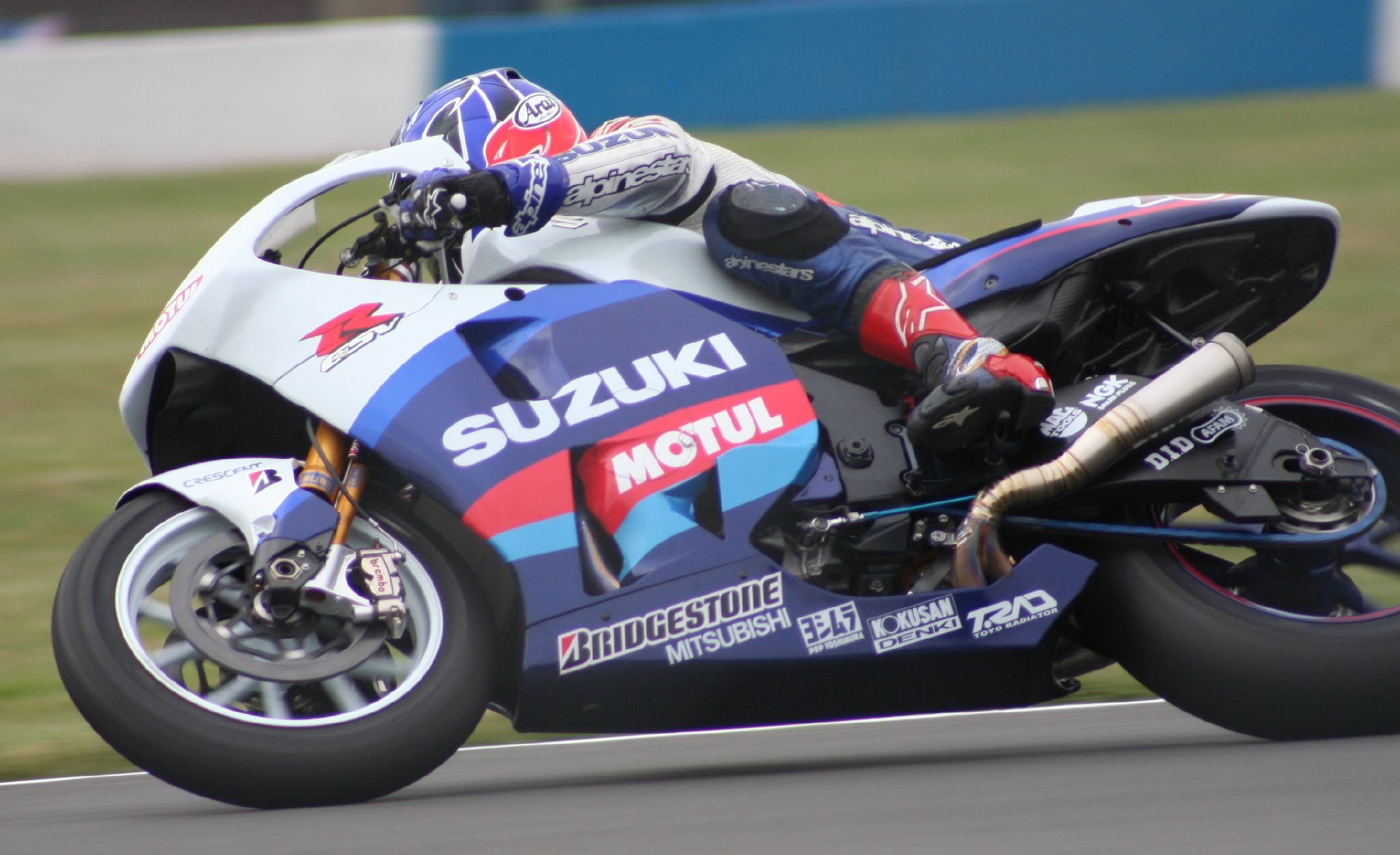
Kenny Roberts Jr. a Donington Park amb la Suzuki GSV-R el 2005

La temporada del 2000, Roberts no va tenir oposició de Crivillé, qui no va recuperar la forma anterior, però sí de Valentino Rossi, un debutant que acabava de guanyar el títol de 250cc. Aquesta vegada, Roberts va aconseguir mantenir la consistència i va obtenir quatre victòries i cinc podis en 16 curses. L'americà va aconseguir el seu primer títol mundial dues curses abans del final de la temporada, al Gran Premi de Rio de Janeiro, després d'acabar-hi sisè mentre que Rossi va guanyar la cursa. Kenny Roberts jr. va esdevenir així el primer fill d'un antic campió que també guanyava el títol. La seva victòria també va fer que Suzuki estronqués la ratxa de sis campionats seguits guanyats per Honda.
El 2001, Roberts i Suzuki es van enfrontar a una dura oposició de Rossi, que va dominar el campionat i guanyar el títol. Roberts només va poder aconseguir un podi i va acabar la temporada en onzena posició. Aquest any fou també el del final de l'època de les motocicletes de 500cc de dos temps, ja que el 2002 la normativa va canviar en instaurar-se la nova categoria MotoGP.
Entre el 2002 i el 2005, Roberts va viure una etapa difícil mentre mirava de desenvolupar la nova Suzuki GSV-R de quatre temps de 990 cc que havia de rivalitzar amb les noves Honda i Yamaha. Fins i tot el seu company d'equip més jove, John Hopkins, el superava sovint. Els anys 2003 i 2004, Hopkins va acabar la temporada per davant de Roberts. Durant aquest període de quatre anys, Roberts va aconseguir només dos podis, un el 2002 i un altre el 2005. A finals d'aquest darrer any, Suzuki va decidir no renovar-li el contracte i va optar per un pilot més jove, Chris Vermeulen.

### Tornada al Team Roberts
Kenny Roberts Jr. va tornar a l'equip del seu pare el 2006. Honda va proporcionar al seu pare el motor RC211V V5 per a equipar el bastidor dissenyat per Roberts, cosa que va donar lloc a la motocicleta posteriorment anomenada KR211V. Kenny va aconseguir el seu primer podi de la temporada al Gran Premi de Catalunya després d'haver sortit des de la primera fila de la graella.
Una sèrie de cinc classificacions successives entre els cinc primers a mitjan temporada va demostrar la vàlua de la nova moto. Roberts va tornar a acabar tercer a Estoril, després d'haver encapçalat la cursa a una volta del final. Més tard va explicar que havia comptat malament el nombre de voltes i quan va arribar a la recta final a manca d'una volta per al final de la cursa, pensant-se que era la darrera, esperava veure la bandera de quadres i això el va distreure i va impedir que bloquegés l'avançament que li va fer Toni Elías. Amb aquests dos podis, va acabar sisè a la classificació final, gràcies també al fet que rivals com ara Casey Stoner i Sete Gibernau es van perdre alguna cursa. Aquest va ser el millor resultat de Roberts des que va guanyar el campionat l'any 2000.
Kenny Roberts va romandre a l'equip del seu pare a començaments del 2007. Tanmateix, aquella temporada tornava a marcar una nova etapa, ja que els motors de 990 cc van ser substituïts per una nova fórmula de 800 cc. Kenny va pilotar la KR212V que duia el motor V4 de la RC212V subministrat per Honda. La temporada va ser menys reeixida per a Roberts atès que Honda es va centrar a millorar la moto de fàbrica de l'equip Repsol Honda, que patia de baix rendiment. Havent sumat només 4 punts a la primera part de la temporada, Kenny Roberts Jr. es va retirar a mitja temporada, essent substituït pel seu germà Kurtis. Tant Kenny com tot l'equip del seu pare ja no van participar al mundial a partir del 2008.

## Resultats al Mundial de motociclisme

### Per temporada

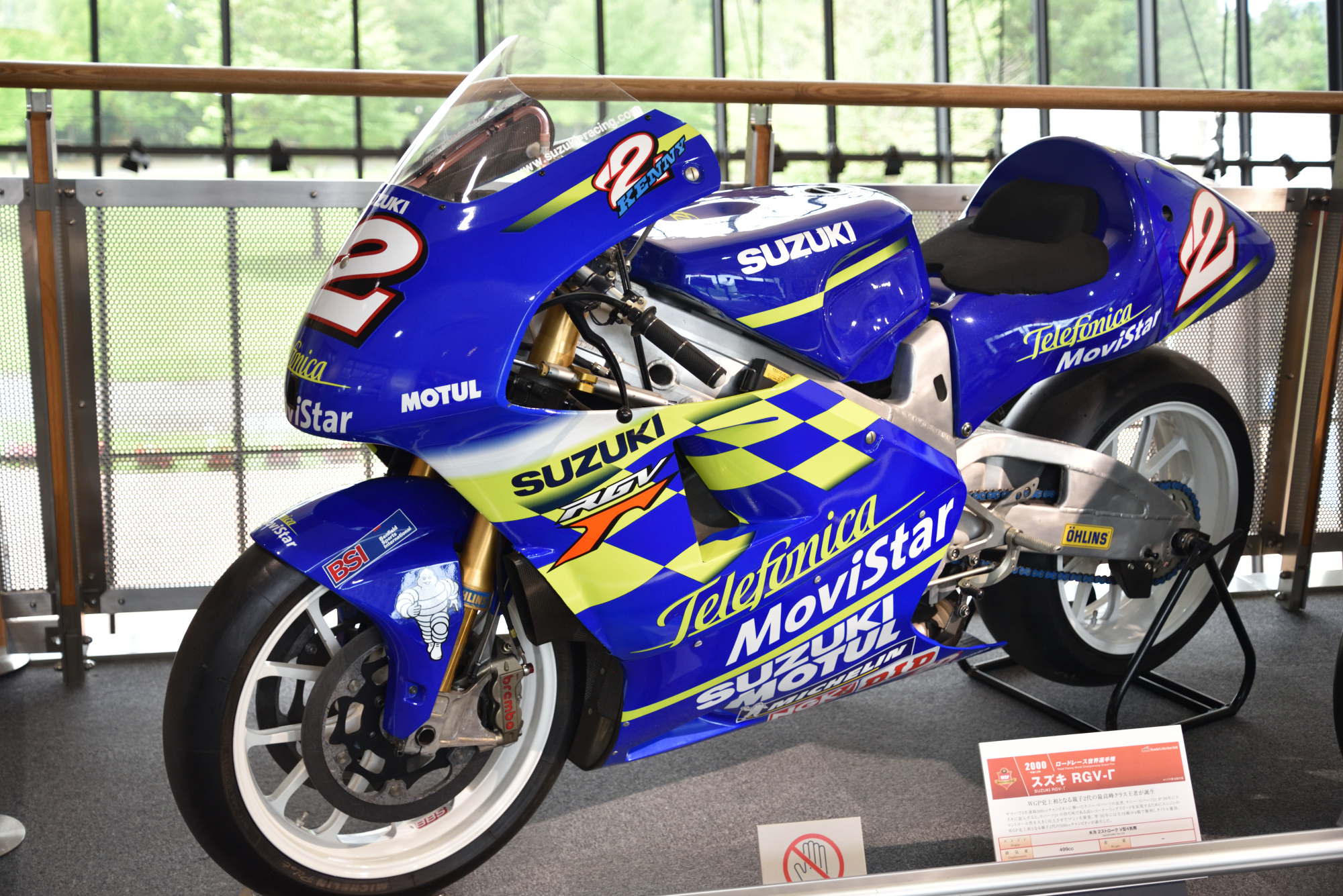
La Suzuki RGV Γ 500 amb què guanyà el mundial del 2000

| Any   | Categoria | Moto          | Curses | Vict. | Pod | Pole | VRàp | Pts  | Lloc | Títols |
| ----- | --------- | ------------- | ------ | ----- | --- | ---- | ---- | ---- | ---- | ------ |
| 1993  | 250cc     | Yamaha TZR250 | 1      | 0     | 0   | 0    | 0    | 6    | 27è  | 0      |
| 1994  | 250cc     | Yamaha TZR250 | 4      | 0     | 0   | 0    | 0    | 23   | 18è  | 0      |
| 1995  | 250cc     | Yamaha TZR250 | 13     | 0     | 0   | 0    | 0    | 82   | 8è   | 0      |
| 1996  | 500cc     | Yamaha YZR500 | 13     | 0     | 0   | 0    | 0    | 69   | 13è  | 0      |
| 1997  | 500cc     | Modenas KR3   | 15     | 0     | 0   | 0    | 0    | 37   | 16è  | 0      |
| 1998  | 500cc     | Modenas KR3   | 13     | 0     | 0   | 0    | 0    | 59   | 13è  | 0      |
| 1999  | 500cc     | Suzuki RGV500 | 16     | 4     | 8   | 5    | 5    | 220  | 2n   | 0      |
| 2000  | 500cc     | Suzuki RGV500 | 16     | 4     | 9   | 4    | 3    | 258  | 1r   | 1      |
| 2001  | 500cc     | Suzuki RGV500 | 16     | 0     | 1   | 0    | 0    | 97   | 11è  | 0      |
| 2002  | MotoGP    | Suzuki GSV-R  | 15     | 0     | 1   | 0    | 0    | 99   | 9è   | 0      |
| 2003  | MotoGP    | Suzuki GSV-R  | 13     | 0     | 0   | 0    | 0    | 22   | 19è  | 0      |
| 2004  | MotoGP    | Suzuki GSV-R  | 12     | 0     | 0   | 1    | 0    | 37   | 18è  | 0      |
| 2005  | MotoGP    | Suzuki GSV-R  | 14     | 0     | 1   | 0    | 0    | 63   | 13è  | 0      |
| 2006  | MotoGP    | KR211V        | 17     | 0     | 2   | 0    | 1    | 134  | 6è   | 0      |
| 2007  | MotoGP    | KR212V        | 7      | 0     | 0   | 0    | 0    | 4    | 24è  | 0      |
| Total |           |               | 185    | 8     | 22  | 10   | 9    | 1210 |      | 1      |

### Curses per any
(Ids. Grans Premis | Llegenda) (Curses en negreta indiquen pole; curses en  itàlica indiquen volta ràpida)
| Any  | Categoria | Moto    | 1       | 2       | 3       | 4       | 5       | 6       | 7       | 8       | 9       | 10      | 11      | 12      | 13      | 14     | 15      | 16      | 17    | 18    | Posició | Pts |
| ---- | --------- | ------- | ------- | ------- | ------- | ------- | ------- | ------- | ------- | ------- | ------- | ------- | ------- | ------- | ------- | ------ | ------- | ------- | ----- | ----- | ------- | --- |
| 1993 | 250cc     | Yamaha  | AUS -   | MAL -   | JPN -   | ESP -   | AUT -   | GER -   | DTT -   | EUR -   | SM -    | GBR -   | CZE -   | ITA -   | USA 10  | FIM -  |         |         |       |       | 27è     | 6   |
| 1994 | 250cc     | Yamaha  | AUS -   | MAL -   | JPN -   | ESP -   | AUT -   | GER -   | DTT -   | ITA -   | FRA -   | GBR -   | CZE Ret | USA 8   | ARG 6   | EUR 11 |         |         |       |       | 18è     | 23  |
| 1995 | 250cc     | Yamaha  | AUS 7   | MAL 9   | JPN Ret | ESP Ret | GER 4   | ITA 6   | DTT 5   | FRA 6   | GBR Ret | CZE 8   | BRA 13  | ARG Ret | EUR 5   |        |         |         |       |       | 8è      | 82  |
| 1996 | 500cc     | Yamaha  | MAL -   | INA -   | JPN 12  | ESP 6   | ITA 10  | FRA Ret | DTT 5   | GER 5   | GBR Ret | AUT Ret | CZE 4   | IMO 10  | CAT Ret | BRA 13 | AUS 11  |         |       |       | 13è     | 69  |
| 1997 | 500cc     | Modenas | MAL Ret | JPN Ret | ESP 18  | ITA Ret | AUT Ret | FRA Ret | DTT 8   | IMO 17  | GER Ret | BRA Ret | GBR 11  | CZE 9   | CAT 8   | INA 9  | AUS 14  |         |       |       | 16è     | 37  |
| 1998 | 500cc     | Modenas | JPN 11  | MAL 11  | ESP 9   | ITA Ret | FRA 13  | MAD LES | DTT 9   | GBR Ret | GER 6   | CZE 10  | IMO 14  | CAT 10  | AUS 10  | ARG 11 |         |         |       |       | 13è     | 59  |
| 1999 | 500cc     | Suzuki  | MAL 1   | JPN 1   | ESP 13  | FRA Ret | ITA 5   | CAT 6   | DTT 2   | GBR 8   | GER 1   | CZE 3   | IMO 6   | VAL 2   | AUS 10  | RSA 22 | BRA 3   | ARG 1   |       |       | 2n      | 220 |
| 2000 | 500cc     | Suzuki  | RSA 6   | MAL 1   | JPN 2   | ESP 1   | FRA 6   | ITA 6   | CAT 1   | DTT Ret | GBR 2   | GER 3   | CZE 4   | POR 2   | VAL 2   | BRA 6  | PAC 1   | AUS 7   |       |       | 1r      | 258 |
| 2001 | 500cc     | Suzuki  | JPN 7   | RSA 7   | ESP 7   | FRA 6   | ITA Ret | CAT Ret | DTT 6   | GBR 8   | GER 9   | CZE Ret | POR 6   | VAL 3   | PAC 8   | AUS 15 | MAL Ret | BRA 16  |       |       | 11è     | 97  |
| 2002 | MotoGP    | Suzuki  | JPN Ret | RSA Ret | ESP 8   | FRA 5   | ITA Ret | CAT 7   | DTT 6   | GBR 14  | GER LES | CZE 11  | POR 4   | BRA 3   | PAC 6   | MAL 8  | AUS 9   | VAL Ret |       |       | 9è      | 99  |
| 2003 | MotoGP    | Suzuki  | JPN 14  | RSA 15  | ESP 13  | FRA 16  | ITA Ret | CAT LES | DTT LES | GBR LES | GER 15  | CZE 20  | POR 17  | BRA 17  | PAC 15  | MAL 14 | AUS 9   | VAL 11  |       |       | 19è     | 22  |
| 2004 | MotoGP    | Suzuki  | RSA Ret | ESP 8   | FRA 12  | ITA Ret | CAT 17  | DTT 16  | BRA 7   | GER 8   | GBR 17  | CZE 10  | POR 14  | JPN Ret | QAT -   | MAL -  | AUS -   | VAL -   |       |       | 18è     | 37  |
| 2005 | MotoGP    | Suzuki  | ESP Ret | POR 12  | CHN Ret | FRA 13  | ITA 15  | CAT 15  | DTT 16  | USA 14  | GBR 2   | GER 11  | CZE 11  | JPN 8   | MAL 7   | QAT 11 | AUS -   | TUR -   | VAL - |       | 13è     | 63  |
| 2006 | MotoGP    | KR211V  | ESP 8   | QAT 10  | TUR 13  | CHN 13  | FRA Ret | ITA 8   | CAT 3   | DTT 5   | GBR 5   | GER Ret | USA 4   | CZE 4   | MAL 7   | AUS 14 | JPN 9   | POR 3   | VAL 8 |       | 6è      | 134 |
| 2007 | MotoGP    | KR212V  | QAT 13  | ESP 16  | TUR 16  | CHN 15  | FRA Ret | ITA 17  | CAT 16  | GBR -   | DTT -   | GER -   | USA -   | CZE -   | SM -    | POR -  | JPN -   | AUS -   | MAL - | VAL - | 24è     | 4   |